# Bahnstrecke Fitchburg–Greenfield
| Brücke über den Connecticut River. |                                                                                         |                                                             |                                                             |
| Streckenlänge: | 90,19 km                                                                                |                                                             |                                                             |
| Spurweite: | 1435 mm (Normalspur)                                                                    |                                                             |                                                             |
| Zweigleisigkeit: | Fitchburg–Westminster, Birch Hill Dam–Athol, Erving–Greenfield, früher: gesamte Strecke |                                                             |                                                             |
| |                                                                                         |                                                             |                                                             |
| Gesellschaft: | Pan Am Southern                                                                         |                                                             |                                                             |
| Mitbenutzung: | MBTA (Fitchburg–Wachusett)                                                              |                                                             |                                                             |
| \| \| \| von Boston und Sterling Junction \| \| \| \| 0,00 \| Fitchburg MA \| Fitchburg MA \| \| \| \| North Nashua River (3×) \| \| \| \| ? \| Mud Cut Siding \| Mud Cut Siding \| \| \| \| North Nashua River \| \| \| \| \| Northern Massachusetts Street Railway (River Street) (2×) \| \| \| \| \| North Nashua River \| \| \| \| 3,69 \| West Fitchburg MA \| West Fitchburg MA \| \| \| 5,84 \| Wachusett (alter Bf.) \| Wachusett (alter Bf.) \| \| \| \| Northern Massachusetts Street Railway (Princeton Road) \| \| \| \| ca. 7,2 \| Wachusett (neuer Bf.) \| Wachusett (neuer Bf.) \| \| \| 8,75 \| Westminster MA \| Westminster MA \| \| \| 16,66 \| South Ashburnham MA (früher Ashburnham) \| South Ashburnham MA (früher Ashburnham) \| \| \| \| nach Bellows Falls und Ashburnham \| \| \| \| 20,26 \| East Gardner MA \| East Gardner MA \| \| \| \| Verbindung nach Winchendon \| \| \| \| \| Strecke Barber–Winchendon \| \| \| \| \| Verbindung von Barber \| \| \| \| 24,32 \| Gardner MA \| Gardner MA \| \| \| \| Northern Massachusetts Street Railway (Timpany Boulevard) \| \| \| \| \| Northern Massachusetts Street Railway (Parker Street) \| \| \| \| \| Otter River \| \| \| \| \| Northern Massachusetts Street Railway (Depot Street) \| \| \| \| 30,69 \| Otter River MA \| Otter River MA \| \| \| \| Northern Massachusetts Street Railway (State Road) \| \| \| \| \| Strecke Palmer–Winchendon \| \| \| \| 33,76 \| Baldwinville MA \| Baldwinville MA \| \| \| \| Northern Massachusetts Street Railway (Winchendon Road) \| \| \| \| \| Neutrassierung \| \| \| \| \| Otter River \| \| \| \| \| Millers River (3×) \| \| \| \| \| Birch Hill Dam (Beginn Zweigleisigkeit) \| \| \| \| 41,89 \| Royalston MA \| Royalston MA \| \| \| \| Millers River \| \| \| \| \| Ende Neutrassierung \| \| \| \| \| Millers River (2×) \| \| \| \| \| Northern Massachusetts Street Railway (Main Street) \| \| \| \| 52,06 \| Athol MA (Union Station) \| Athol MA (Union Station) \| \| \| \| nach Athol Junction \| \| \| \| \| Millers River \| \| \| \| \| Northern Massachusetts Street Railway (Brookside Road) (2×) \| \| \| \| 59,06 \| Orange MA \| Orange MA \| \| \| \| Millers River (3×) \| \| \| \| 63,52 \| Wendell MA \| Wendell MA \| \| \| \| Millers River \| \| \| \| 67,13 \| Erving MA \| Erving MA \| \| \| \| Millers River \| \| \| \| 70,75 \| Farley MA \| Farley MA \| \| \| \| von Brattleboro \| \| \| \| \| Verbindung nach Brattleboro \| \| \| \| 76,91 \| Millers Falls MA (früher Grouts Corner) \| Millers Falls MA (früher Grouts Corner) \| \| \| \| Verbindung von Brattleboro \| \| \| \| \| nach New London \| \| \| \| 79,86 \| Lake Pleasant \| Lake Pleasant \| \| \| \| Connecticut Valley Street Railway (Turners Falls Road) \| \| \| \| 82,32 \| Montague MA \| Montague MA \| \| \| \| Connecticut River \| \| \| \| 87,10 \| East Deerfield MA \| East Deerfield MA \| \| \| \| nach Deerfield Junction \| \| \| \| \| Strecke South Deerfield–Turners Falls \| \| \| \| \| Deerfield River \| \| \| \| \| von Turners Falls (Turners Falls Junction) \| \| \| \| \| Connecticut Valley Street Railway (Montague City Road) \| \| \| \| \| von Springfield \| \| \| \| \| \| \| \| \| 90,19 \| Greenfield MA \| Greenfield MA \| \| \| \| nach East Northfield und Troy \| \| |                                                                                         |                                                             |                                                             |
| Strecke |                                                                                         | von Boston und Sterling Junction                            | von Boston und Sterling Junction                            |
| Bahnhof | 0,00                                                                                    | Fitchburg MA                                                | Fitchburg MA                                                |
| Brücke über Wasserlauf |                                                                                         | North Nashua River (3×)                                     | North Nashua River (3×)                                     |
| Dienststation / Betriebs- oder Güterbahnhof | ?                                                                                       | Mud Cut Siding                                              | Mud Cut Siding                                              |
| Brücke über Wasserlauf |                                                                                         | North Nashua River                                          | North Nashua River                                          |
| Kreuzung geradeaus oben (Querstrecke außer Betrieb) |                                                                                         | Northern Massachusetts Street Railway (River Street) (2×)   | Northern Massachusetts Street Railway (River Street) (2×)   |
| Brücke über Wasserlauf |                                                                                         | North Nashua River                                          | North Nashua River                                          |
| Dienststation / Betriebs- oder Güterbahnhof | 3,69                                                                                    | West Fitchburg MA                                           | West Fitchburg MA                                           |
| ehemaliger Bahnhof | 5,84                                                                                    | Wachusett (alter Bf.)                                       | Wachusett (alter Bf.)                                       |
| Kreuzung geradeaus oben (Querstrecke außer Betrieb) |                                                                                         | Northern Massachusetts Street Railway (Princeton Road)      | Northern Massachusetts Street Railway (Princeton Road)      |
| Bahnhof | ca. 7,2                                                                                 | Wachusett (neuer Bf.)                                       | Wachusett (neuer Bf.)                                       |
| Dienststation / Betriebs- oder Güterbahnhof | 8,75                                                                                    | Westminster MA                                              | Westminster MA                                              |
| Dienststation / Betriebs- oder Güterbahnhof | 16,66                                                                                   | South Ashburnham MA (früher Ashburnham)                     | South Ashburnham MA (früher Ashburnham)                     |
| Abzweig geradeaus, ehemals nach rechts und ehemals von rechts |                                                                                         | nach Bellows Falls und Ashburnham                           | nach Bellows Falls und Ashburnham                           |
| ehemaliger Haltepunkt / Haltestelle | 20,26                                                                                   | East Gardner MA                                             | East Gardner MA                                             |
| Abzweig geradeaus und ehemals nach rechts |                                                                                         | Verbindung nach Winchendon                                  | Verbindung nach Winchendon                                  |
| Kreuzung (Querstrecke außer Betrieb) |                                                                                         | Strecke Barber–Winchendon                                   | Strecke Barber–Winchendon                                   |
| Abzweig geradeaus und von links |                                                                                         | Verbindung von Barber                                       | Verbindung von Barber                                       |
| Dienststation / Betriebs- oder Güterbahnhof | 24,32                                                                                   | Gardner MA                                                  | Gardner MA                                                  |
| Kreuzung geradeaus oben (Querstrecke außer Betrieb) |                                                                                         | Northern Massachusetts Street Railway (Timpany Boulevard)   | Northern Massachusetts Street Railway (Timpany Boulevard)   |
| Kreuzung geradeaus oben (Querstrecke außer Betrieb) |                                                                                         | Northern Massachusetts Street Railway (Parker Street)       | Northern Massachusetts Street Railway (Parker Street)       |
| Brücke über Wasserlauf |                                                                                         | Otter River                                                 | Otter River                                                 |
| Kreuzung geradeaus oben (Querstrecke außer Betrieb) |                                                                                         | Northern Massachusetts Street Railway (Depot Street)        | Northern Massachusetts Street Railway (Depot Street)        |
| Dienststation / Betriebs- oder Güterbahnhof | 30,69                                                                                   | Otter River MA                                              | Otter River MA                                              |
| Kreuzung geradeaus oben (Querstrecke außer Betrieb) |                                                                                         | Northern Massachusetts Street Railway (State Road)          | Northern Massachusetts Street Railway (State Road)          |
| Kreuzung (Querstrecke außer Betrieb) |                                                                                         | Strecke Palmer–Winchendon                                   | Strecke Palmer–Winchendon                                   |
| ehemaliger Bahnhof | 33,76                                                                                   | Baldwinville MA                                             | Baldwinville MA                                             |
| Kreuzung geradeaus unten (Querstrecke außer Betrieb) |                                                                                         | Northern Massachusetts Street Railway (Winchendon Road)     | Northern Massachusetts Street Railway (Winchendon Road)     |
| Verschwenkung nach links und ehemals nach rechts |                                                                                         | Neutrassierung                                              | Neutrassierung                                              |
| Strecke (außer Betrieb) · Brücke über Wasserlauf |                                                                                         | Otter River                                                 | Otter River                                                 |
| Brücke über Wasserlauf (Strecke außer Betrieb) · Strecke |                                                                                         | Millers River (3×)                                          | Millers River (3×)                                          |
| Strecke (außer Betrieb) · Dienststation / Betriebs- oder Güterbahnhof |                                                                                         | Birch Hill Dam (Beginn Zweigleisigkeit)                     | Birch Hill Dam (Beginn Zweigleisigkeit)                     |
| Bahnhof (Strecke außer Betrieb) · ehemaliger Bahnhof | 41,89                                                                                   | Royalston MA                                                | Royalston MA                                                |
| Brücke über Wasserlauf (Strecke außer Betrieb) · Strecke |                                                                                         | Millers River                                               | Millers River                                               |
| Verschwenkung von links und ehemals von rechts |                                                                                         | Ende Neutrassierung                                         | Ende Neutrassierung                                         |
| Brücke über Wasserlauf |                                                                                         | Millers River (2×)                                          | Millers River (2×)                                          |
| Kreuzung geradeaus oben (Querstrecke außer Betrieb) |                                                                                         | Northern Massachusetts Street Railway (Main Street)         | Northern Massachusetts Street Railway (Main Street)         |
| Dienststation / Betriebs- oder Güterbahnhof | 52,06                                                                                   | Athol MA (Union Station)                                    | Athol MA (Union Station)                                    |
| Abzweig geradeaus und ehemals nach links |                                                                                         | nach Athol Junction                                         | nach Athol Junction                                         |
| Brücke über Wasserlauf |                                                                                         | Millers River                                               | Millers River                                               |
| Kreuzung geradeaus oben (Querstrecke außer Betrieb) |                                                                                         | Northern Massachusetts Street Railway (Brookside Road) (2×) | Northern Massachusetts Street Railway (Brookside Road) (2×) |
| ehemaliger Bahnhof | 59,06                                                                                   | Orange MA                                                   | Orange MA                                                   |
| Brücke über Wasserlauf |                                                                                         | Millers River (3×)                                          | Millers River (3×)                                          |
| ehemaliger Bahnhof | 63,52                                                                                   | Wendell MA                                                  | Wendell MA                                                  |
| Brücke über Wasserlauf |                                                                                         | Millers River                                               | Millers River                                               |
| Dienststation / Betriebs- oder Güterbahnhof | 67,13                                                                                   | Erving MA                                                   | Erving MA                                                   |
| Brücke über Wasserlauf |                                                                                         | Millers River                                               | Millers River                                               |
| ehemaliger Bahnhof | 70,75                                                                                   | Farley MA                                                   | Farley MA                                                   |
| Strecke von rechts · Strecke |                                                                                         | von Brattleboro                                             | von Brattleboro                                             |
| Abzweig geradeaus und nach links · Abzweig geradeaus und nach rechts |                                                                                         | Verbindung nach Brattleboro                                 | Verbindung nach Brattleboro                                 |
| Dienststation / Betriebs- oder Güterbahnhof · Dienststation / Betriebs- oder Güterbahnhof | 76,91                                                                                   | Millers Falls MA (früher Grouts Corner)                     | Millers Falls MA (früher Grouts Corner)                     |
| Abzweig geradeaus und ehemals nach links · Abzweig geradeaus und ehemals von rechts |                                                                                         | Verbindung von Brattleboro                                  | Verbindung von Brattleboro                                  |
| Strecke nach links · Kreuzung geradeaus unten |                                                                                         | nach New London                                             | nach New London                                             |
| ehemaliger Haltepunkt / Haltestelle | 79,86                                                                                   | Lake Pleasant                                               | Lake Pleasant                                               |
| Kreuzung geradeaus unten (Querstrecke außer Betrieb) |                                                                                         | Connecticut Valley Street Railway (Turners Falls Road)      | Connecticut Valley Street Railway (Turners Falls Road)      |
| Dienststation / Betriebs- oder Güterbahnhof | 82,32                                                                                   | Montague MA                                                 | Montague MA                                                 |
| Brücke über Wasserlauf |                                                                                         | Connecticut River                                           | Connecticut River                                           |
| Dienststation / Betriebs- oder Güterbahnhof | 87,10                                                                                   | East Deerfield MA                                           | East Deerfield MA                                           |
| Abzweig geradeaus und nach links |                                                                                         | nach Deerfield Junction                                     | nach Deerfield Junction                                     |
| Kreuzung geradeaus oben (Querstrecke außer Betrieb) |                                                                                         | Strecke South Deerfield–Turners Falls                       | Strecke South Deerfield–Turners Falls                       |
| Brücke über Wasserlauf |                                                                                         | Deerfield River                                             | Deerfield River                                             |
| Abzweig geradeaus und ehemals von rechts |                                                                                         | von Turners Falls (Turners Falls Junction)                  | von Turners Falls (Turners Falls Junction)                  |
| Kreuzung geradeaus oben (Querstrecke außer Betrieb) |                                                                                         | Connecticut Valley Street Railway (Montague City Road)      | Connecticut Valley Street Railway (Montague City Road)      |
| Strecke von links · Kreuzung geradeaus oben |                                                                                         | von Springfield                                             | von Springfield                                             |
| Strecke nach links · Abzweig geradeaus und von rechts |                                                                                         |                                                             |                                                             |
| Dienststation / Betriebs- oder Güterbahnhof | 90,19                                                                                   | Greenfield MA                                               | Greenfield MA                                               |
| Abzweig geradeaus und nach links |                                                                                         | nach East Northfield und Troy                               | nach East Northfield und Troy                               |

Die Bahnstrecke Fitchburg–Greenfield ist eine Eisenbahnstrecke in Massachusetts (Vereinigte Staaten). 
Sie ist rund 90 Kilometer lang und verbindet unter anderem die Städte Fitchburg, Gardner, Athol, Montague und Greenfield. Die normalspurige Strecke gehört der Pan Am Southern, die ausschließlich Güterverkehr auf ihr betreibt. Personenverkehr besteht seit dem 30. September 2016 wieder, nach 30-jähriger Unterbrechung, zwischen Fitchburg und Wachusett. Er wird durch die Massachusetts Bay Transportation Authority (MBTA) betrieben.

## Geschichte
Am 15. März 1844 erhielt die Vermont and Massachusetts Railroad (VT&MA) die Konzession für den Bau und Betrieb einer Eisenbahnstrecke in Verlängerung der in Bau befindlichen und 1845 fertiggestellten Bahnstrecke Boston–Fitchburg der Fitchburg Railroad. Sie sollte von Fitchburg über Gardner bis zur Grenze nach Vermont führen. Die Gesellschaft wurde am 21. November 1844 formal aufgestellt und begann im darauf folgenden Jahr mit den Bauarbeiten. Die Konstruktion der Strecke erwies sich aufgrund der Topographie als schwierig. Zur Überwindung der Wasserscheide zwischen North Nashua River und Otter River musste der Bahnhof Ashburnham (später South Ashburnham) als Spitzkehre ausgeführt werden. Erst im September 1847 ging der erste Abschnitt von Fitchburg bis Baldwinville (ca. 34 km) in Betrieb. Athol war am 1. Januar 1848 erreicht, Grout's Corners (heute Millers Falls) am 12. Januar 1849. Unterdessen war am 8. Mai 1848 die Greenfield and Fitchburg Railroad Company gegründet worden, die eine Konzession für die Strecke von Grout's Corners nach Greenfield besaß. Die VT&MA kaufte diese Gesellschaft noch im gleichen Jahr auf und baute die Verlängerung nach Greenfield in eigener Regie. Sie wurde am 15. Dezember 1850 eröffnet.
Den Betrieb auf der Strecke führte zunächst die Fitchburg Railroad, ab dem 1. Januar 1849 die VT&MA selbst. Die Betriebsführung ging am 1. Januar 1874 erneut auf Fitchburg Railroad über, die die VT&MA pachtete. 1877 wurde das Umsetzen der Züge in South Ashburnham beseitigt, indem die Strecke in diesem Bereich verlegt und eine 180°-Kurve eingebaut wurde. Etwa zur selben Zeit wurde die gesamte Strecke zweigleisig ausgebaut. Nachdem die Boston and Maine Railroad ihrerseits die Fitchburg Railroad gepachtet hatte, übernahm sie zum 1. Juli 1900 die Betriebsführung auf der Strecke. Nach mehreren Überschwemmungen entlang der Strecke in den Jahren 1936 und 1938 wurde in Royalston der neue Birch-Hill-Staudamm gebaut, der 1941 eingeweiht wurde. Im Zuge dessen wurde die Strecke in diesem Bereich höher gelegt. Bereits im 19. Jahrhundert war hier die Strecke neutrassiert worden, als der alte Birch-Hill-Staudamm am Beaver Pond gebaut wurde. Damals wurden außerdem vier Brücken über den Millers River aufgegeben und in Royalston ein neuer Bahnhof am Südufer des Flusses errichtet.
Die Boston&Maine stellte 1960 den Personenverkehr auf der Strecke ein. Ab Januar 1980 verkehrten jedoch wieder Vorortzüge der Massachusetts Bay Transportation Authority (MBTA) zwischen Fitchburg und Gardner auf der Strecke. Das zweite Gleis wurde 1980 zwischen Westminster und dem Birch Hill Dam sowie zwischen Athol und Erving abgebaut. 1983 übernahm die Guilford Transportation die Boston&Maine und damit auch Bahnstrecke Fitchburg–Greenfield. Nach Streitigkeiten mit dem neuen Eigentümer über die Mitbenutzung der Strecke stellte die MBTA 1986 den Personenverkehr nach Gardner vorerst ein. Die Guilford Transportation firmiert seit 2006 unter dem Namen Pan Am Railways. 2009 wurde die Pan Am Southern als gemeinsame Tochtergesellschaft der Pan Am Railways und der Norfolk Southern Railway gegründet, die die Strecke daraufhin übernahm und nun den Güterverkehr auf ihr betreibt. Am 30. September 2016 eröffnete die MBTA einen neuen Bahnhof in Wachusett und damit begann zwischen Fitchburg und diesem Bahnhof wieder der reguläre Personenverkehr.

## Streckenbeschreibung
Die Strecke stellt die westliche Fortsetzung der Bahnstrecke Boston–Fitchburg dar und beginnt im Bahnhof Fitchburg, der heute der Endbahnhof für die Personenzüge aus Richtung Boston ist. Sie führt zunächst entlang des Nashua River in südwestliche Richtung, verlässt nach dem alten Bahnhof Wachusett jedoch das Tal und führt bergan in Richtung Nordwesten durch Westminster nach Ashburnham. Der neue, 2016 eröffnete Bahnhof Wachusett liegt etwa anderthalb Kilometer westlich des alten an der Turnpike Road. Der Bahnhof South Ashburnham war in der Anfangszeit der Strecke als Spitzkehre ausgeführt. Nach der Eröffnung des Hoosac-Tunnels musste dieses Hindernis beseitigt werden, da die Zugdichte stark anstieg und man der Konkurrenz der Boston and Albany Railroad begegnen musste. Seither existiert hier eine Haarnadelkurve, in der die Strecke um 180° nach Süden abbiegt. Die Strecke überquert in diesem Bereich die Wasserscheide zwischen dem Flusssystem des Merrimack River und dem des Connecticut River. In Gardner, das kurz darauf erreicht ist, führt die Trasse wieder nordwestwärts weiter. Der Bahnhof Gardner war ursprünglich ein Kreuzungsbahnhof, an dem die Bahnstrecke Barber–Winchendon niveaugleich überquert wurde. Von dieser Strecke ist jedoch nur noch der Abschnitt südlich von Gardner in Betrieb. Der nördliche Abschnitt diente noch bis 2012 als Industrieanschlussgleis, jedoch ist die Gleiskreuzung bereits in den 1950er Jahren entfernt worden und die Züge aus Richtung Norden konnten nur noch auf die Hauptstrecke in Richtung Fitchburg abbiegen.
Von Gardner aus verläuft die Strecke entlang des Otter River, der zweimal überquert wird. Das Dorf Baldwinville, ein Stadtteil von Templeton, verfügte ebenfalls über einen Bahnhof mit niveaugleicher Streckenkreuzung. Die kreuzende Bahnstrecke Palmer–Winchendon ist jedoch stillgelegt. Im weiteren Verlauf durchquert die Bahnstrecke das Gebiet um die beiden Birch-Hill-Staudämme. Die Originaltrasse verlief am New-Boston-Friedhof vorbei und überquerte den Millers River nördlich der Mündung des Otter River. Nach dieser Brücke liegt heute die River Road und weiter westlich die Swamp Road auf der Bahntrasse, die hier in südwestliche Richtung abbiegt. Sie führt unterhalb des alten Birch-Hill-Staudamms durch das sumpfige Schwemmland bis nach South Royalston, wo sich der Bahnhof an der Main Road befand. Der Millers River wird dabei zweimal überquert und erneut nach dem Bahnhof Royalston. Die beim Bau des alten Staudamms verlegte Strecke zweigte in Höhe des New-Boston-Friedhofs aus der ursprünglichen Trasse ab, überquerte den Otter River kurz vor dessen Mündung und führte am Südufer des Millers River entlang bis Royalston, wo ein neuer Bahnhof gebaut worden war. 1941, mit dem Bau des neuen Staudamms, musste die Strecke höher gelegt werden. Auf der bis dahin befahrenen Trasse liegt heute westlich des Staudamms die Birch Hill Dam Road.
Nach Royalston verläuft die Bahnstrecke entlang des Millers River weiter kurvenreich in südwestliche Richtung bis nach Athol. Die Athol Union Station diente neben den Zügen auf der Hauptstrecke auch der Boston&Albany, deren Züge aus Richtung Springfield hier endeten. Die mittlerweile stillgelegte Strecke der Boston&Albany mündete westlich des Bahnhofs ein. Weiterhin entlang des Millers River verläuft die Strecke nach Greenfield weiter in westliche Richtung und durchquert die Orte Orange, Wendell, Erving und Farley. Wenige Kilometer nach Farley, wo die Strecke nach Südwesten abbiegt, ist der Knotenbahnhof Millers Falls erreicht. Im Gegensatz zu Gardner und Baldwinville ist diese Kreuzung nicht niveaugleich ausgeführt. Die Bahnstrecke New London–Brattleboro verläuft ein kurzes Stück neben der Bahnstrecke und überquert sie dann in spitzem Winkel auf einer Brücke. Eine Verbindungskurve aus Richtung Fitchburg in Richtung Brattleboro dient der Übergabe von Wagen und ist Teil der 1849 eröffneten ursprünglichen Vermont&Massachusetts-Strecke. Der Bahnhof war bis zur Eröffnung der Strecke von New London als Inselbahnhof in einem Gleisdreieck angelegt. 
Die Strecke verläuft nun weiter südwestlich nach Montague und biegt hier nach Nordwesten ab. Am Lake Pleasant befand sich ein Bedarfshaltepunkt, der nur im Sommer bedient wurde. Im weiteren Verlauf überquert die Bahnstrecke den Connecticut River. Unmittelbar nach der Brücke beginnt der umfangreiche Güterbahnhof East Deerfield, von wo auch eine Verbindungsstrecke nach Deerfield abzweigt. Die Bahn überquert dann den Turners Falls Branch der frühere New York, New Haven and Hartford Railroad und den Deerfield River ehe die ebenfalls Turners Falls Branch genannte Strecke der ehemaligen Vermont&Massachusetts einmündet. Der Endbahnhof Greenfield ist wie Millers Falls ein nicht niveaugleicher Kreuzungsbahnhof. Die Bahnstrecke Springfield–East Northfield überquert zunächst die Strecke aus Fitchburg und führt dann direkt daneben bis zum Bahnhof entlang, wo Verbindungsweichen den Übergang von Zügen ermöglichen. Hier zweigt auch die Bahnstrecke Greenfield–Troy ab, die die westliche Fortsetzung der Strecke aus Fitchburg bildet.

East Deerfield Yard, 1987
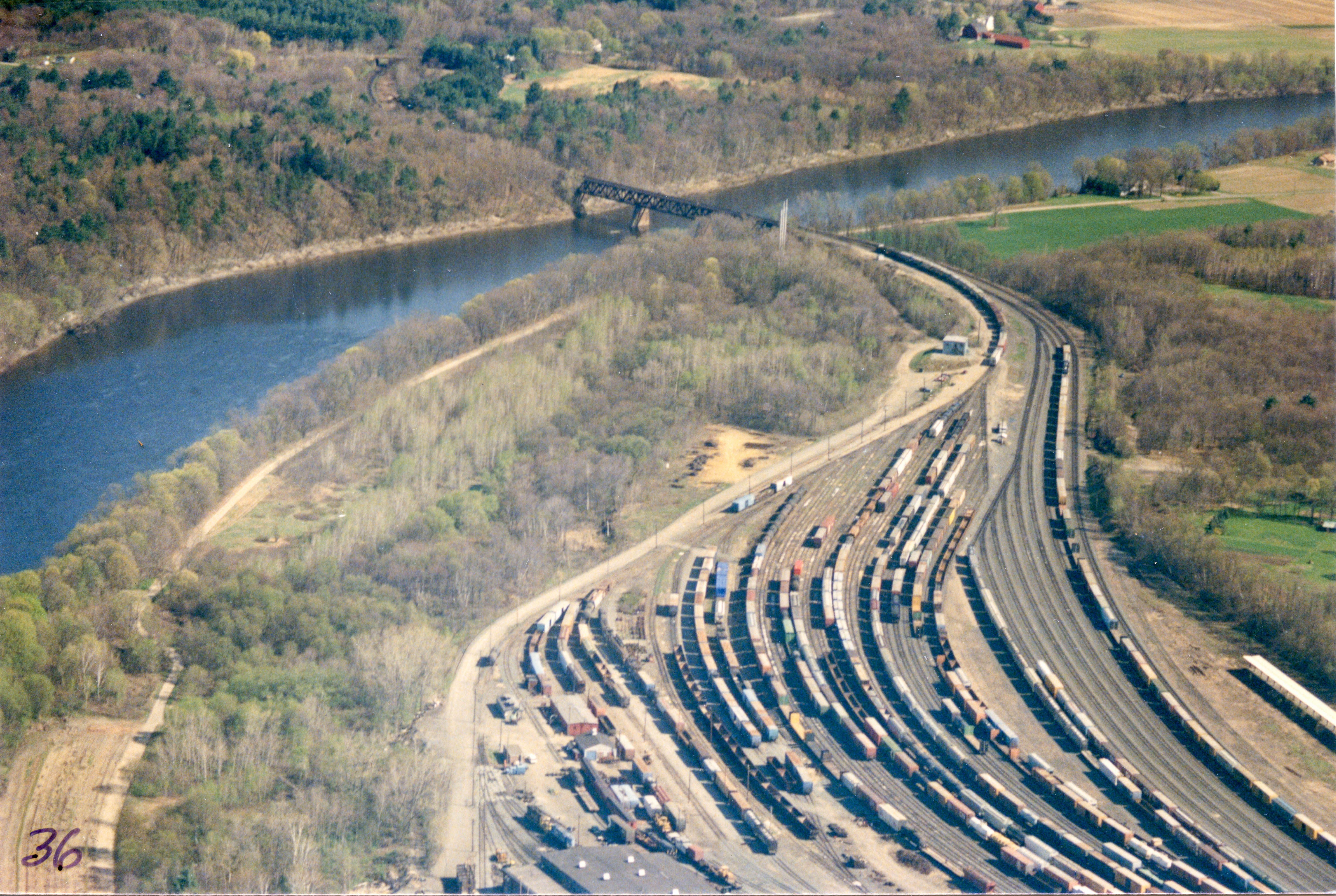
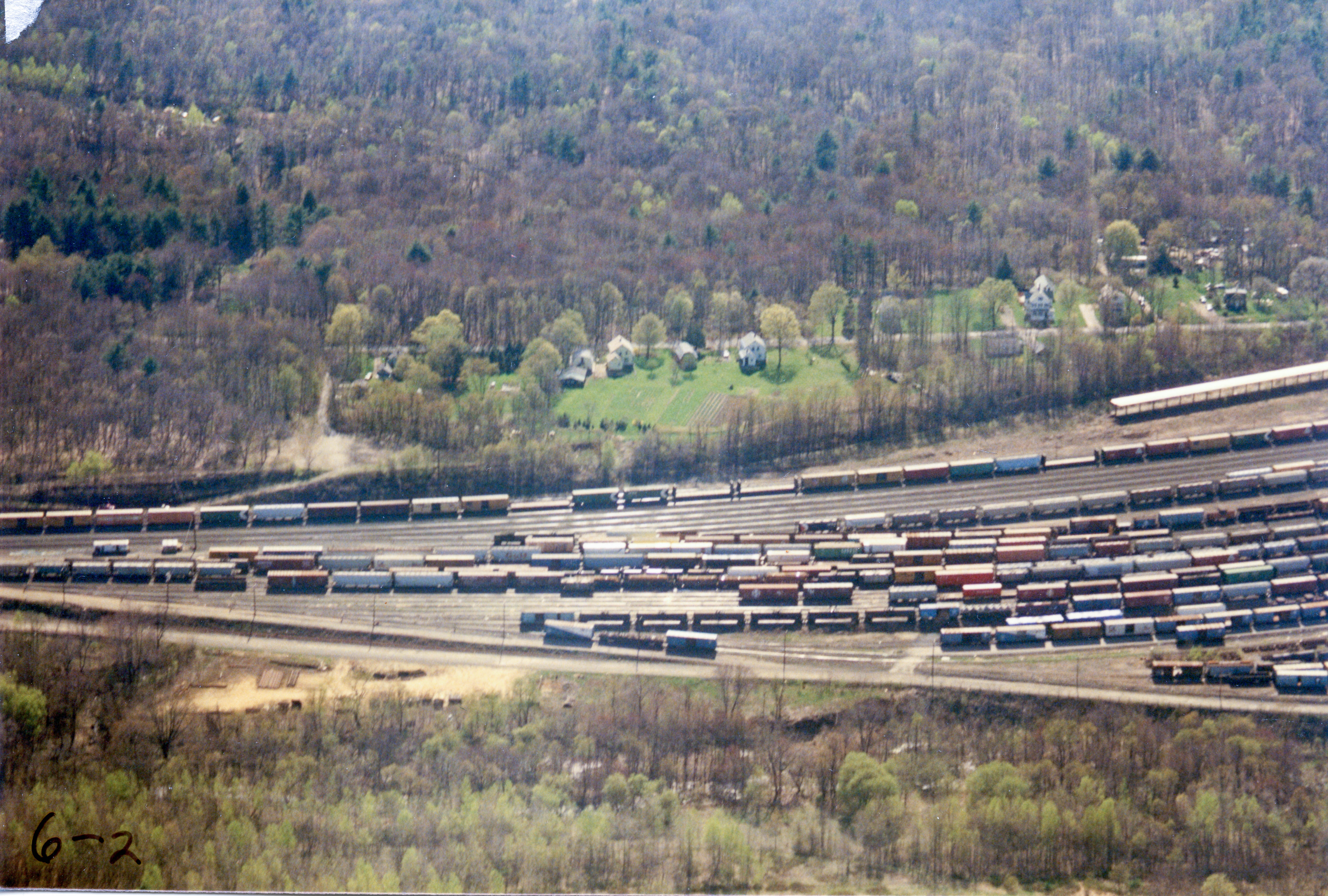
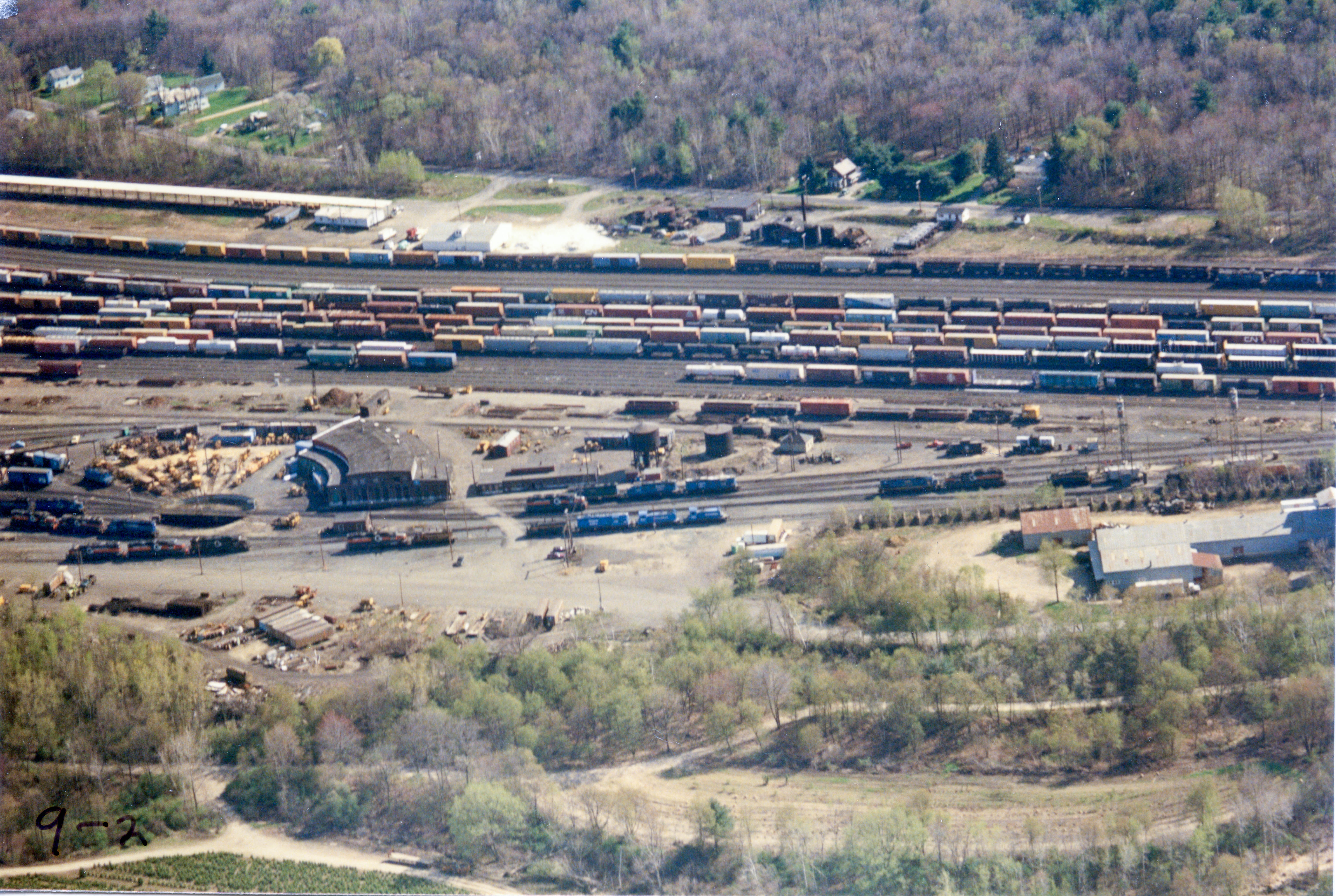

## Personenverkehr
1869, vor der Eröffnung des Hoosac-Tunnels, befuhren die Strecke zwei tägliche Zugpaare, die von Boston kommend bis zum Bahnhof Hoosac Tunnel verkehrten. Samstags fuhr ein zusätzlicher Zug von Boston nach Greenfield. Drei weitere Zugpaare der Cheshire Railroad fuhren von Fitchburg nach Bellows Falls und benutzten bis South Ashburnham die Bahnstrecke mit.
Mit der Eröffnung des Tunnels nahm die Zugdichte erheblich zu und 1901 verkehrten mehrere Expresszüge über die Strecke, darunter der Continental Limited von Boston nach Chicago und St. Louis. Daneben verkehrten an Werktagen drei weitere Expresszüge nach Chicago sowie einer nach St. Louis und an Sonntagen ein weiterer Zug nach Chicago. Weiterhin bot die Boston&Maine Expresszüge an, die von Boston über Fitchburg und South Ashburnham nach Vermont und Kanada fuhren. Dies waren an Werktagen vier Züge, von denen einer nach Montreal, zwei nach Burlington und einer nach Bellows Falls verkehrte. Sonntags verkehrte nur der Zug nach Montreal. Auch im Nahverkehr gab es ein umfangreiches Zugangebot auf der Strecke. Vier Zugpaare fuhren an Werktagen über die gesamte Strecke und teilweise weiter nach Boston und Troy. Sonntags fuhr ein Zugpaar von Boston nach Troy.
Nach dem Ersten Weltkrieg und der Weltwirtschaftskrise sowie im Zuge des zunehmenden Individualverkehrs wurde das Angebot jedoch schon bald wieder reduziert. 1932 verkehrte der Minute Man, einer der bekanntesten Expresszüge der Boston&Maine, von Boston nach Chicago. Außerdem fuhren täglich zwei Züge über South Ashburnham nach Montreal, nämlich der Ethan Allen, der sonntags Green Mountain Flyer hieß, und der Mount Royal. Ein weiterer Expresszug verkehrte werktags nach Rutland in Vermont. Daneben fuhren an Werktagen drei Personenzüge von Boston nach Troy und jeweils einer nach Williamstown und Greenfield. Sonntags verkehrten lediglich zwei Personenzüge von Boston über Fitchburg und Greenfield nach Troy sowie einer nach Williamstown.
1958, kurz vor der Einstellung des Personenverkehrs auf der Strecke fuhren noch drei Zugpaare von Boston nach Williamstown sowie eines nach Greenfield. Einer der Züge nach Williamstown verkehrte nur werktags.
2016 wurde der Personenverkehr zwischen Fitchburg und dem Fitchburger Stadtteil Wachusett (ca. 7 km) wieder aufgenommen. Betreiber ist die Massachusetts Bay Transportation Authority, die ihre Vorortzüge von Boston nach Fitchburg bis zum neuen Endbahnhof führt. In Westminster entsteht eine Abstellanlage für diese Züge. Mit Eröffnung des neuen Bahnhofs am 30. September fahren zunächst nur zwei Zugpaare bis Wachusett, die übrigen enden weiterhin in Fitchburg. Im November 2016 soll der reguläre Betrieb aufgenommen werden, wenn die Abstellanlage fertiggestellt ist.